# Luzula
Luzula là một chi thực vật có hoa trong họ Juncaceae.

## Loài
- Luzula acuminata Raf.
- Luzula alpinopilosa (Chaix) Breistr.
- Luzula arctica Blytt
- Luzula arcuata (Wahlenb.) Sw.
- Luzula bulbosa (Wood)
- Luzula campestris (L.) DC.
- Luzula comosa E.Mey.
- Luzula confusa Lindeb.
- Luzula congesta (Thuill.) Lej.
- Luzula divaricata S.Wats.
- Luzula echinata (Small) F.J.Herm.
- Luzula fastigiata E.Mey.
- Luzula forsteri (Sm.) DC.
- Luzula glabrata (Hoppe & Rostk.) Desv.
- Luzula groenlandica Böcher
- Luzula hawaiiensis Buchenau
- Luzula lactea Link & E.Mey.
- Luzula lutea (All.) DC.
- Luzula luzulina
- Luzula luzuloides (Lam.) Dandy & Wilmo
- Luzula maxima (Rich.) DC.
- Luzula multiflora (Ehrh.) Lej.
- Luzula nivea
- Luzula orestera (Sharsm.)
- Luzula pallescens
- Luzula pallidula Kirschner
- Luzula parviflora (Ehrh.) Desv.
- Luzula pilosa (L.) Willd.
- Luzula piperi (Coville) M.E.Jones
- Luzula rufescens Fisch. ex E.Mey.
- Luzula spicata (L.) DC.
- Luzula subcapitata (Rydb.) H.D.Harr.
- Luzula subcongesta (S.Wats.)
- Luzula sudetica
- Luzula sylvatica (Huds.) Gaudin
- Luzula tolmatchewii Kuvaev
- Luzula wahlenbergii Rupr.

## Hình ảnh

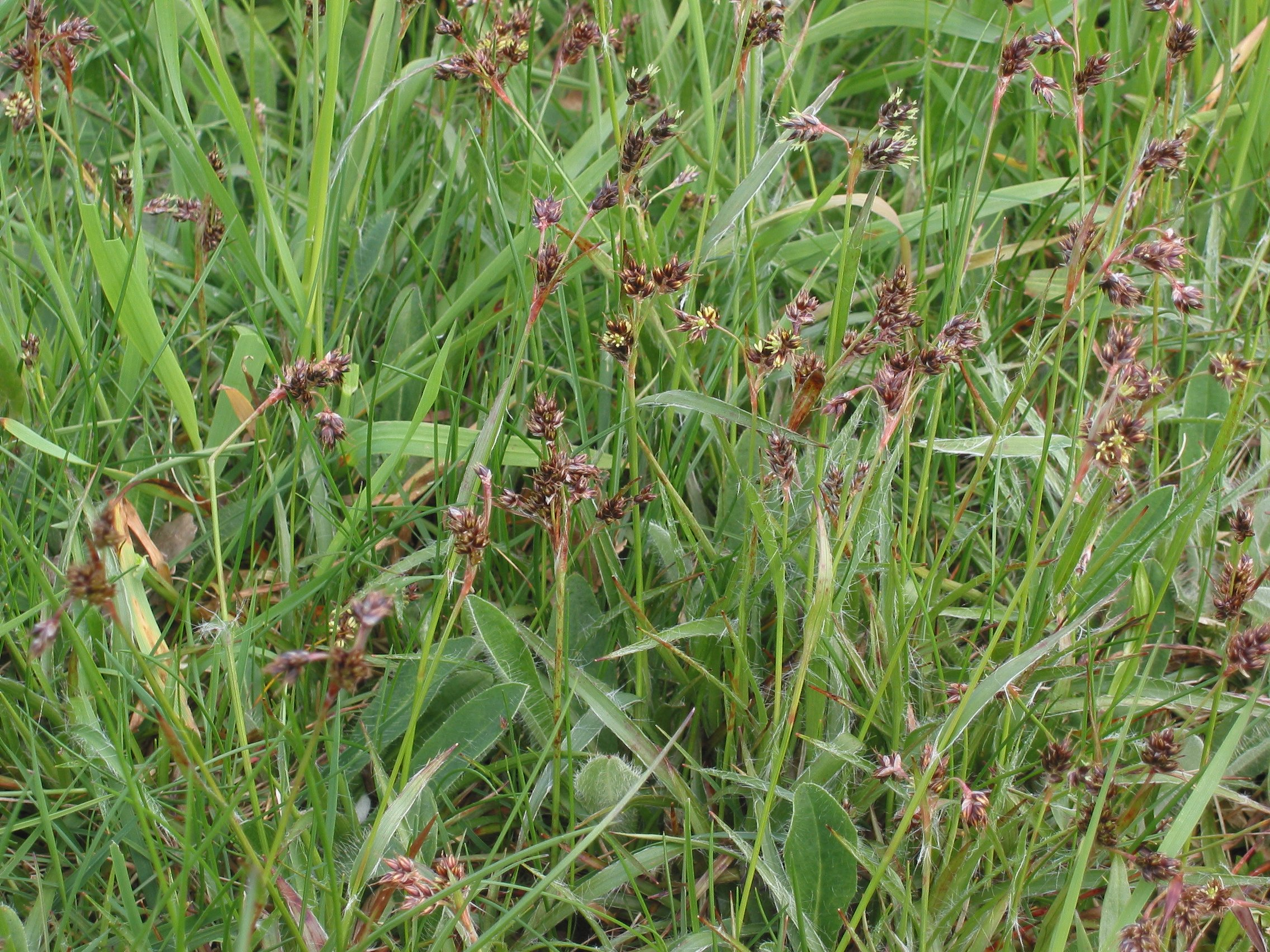
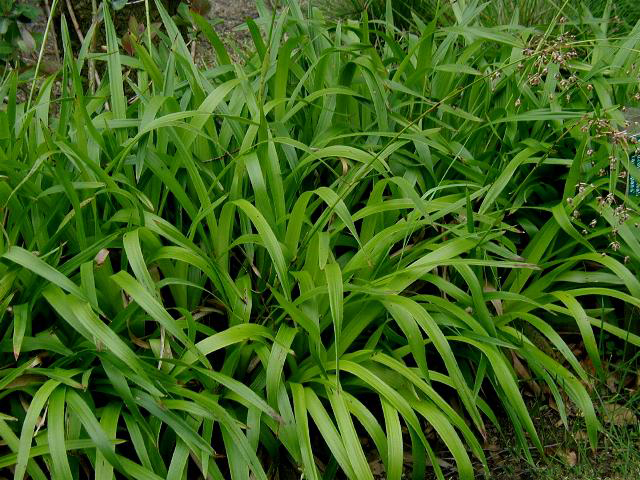
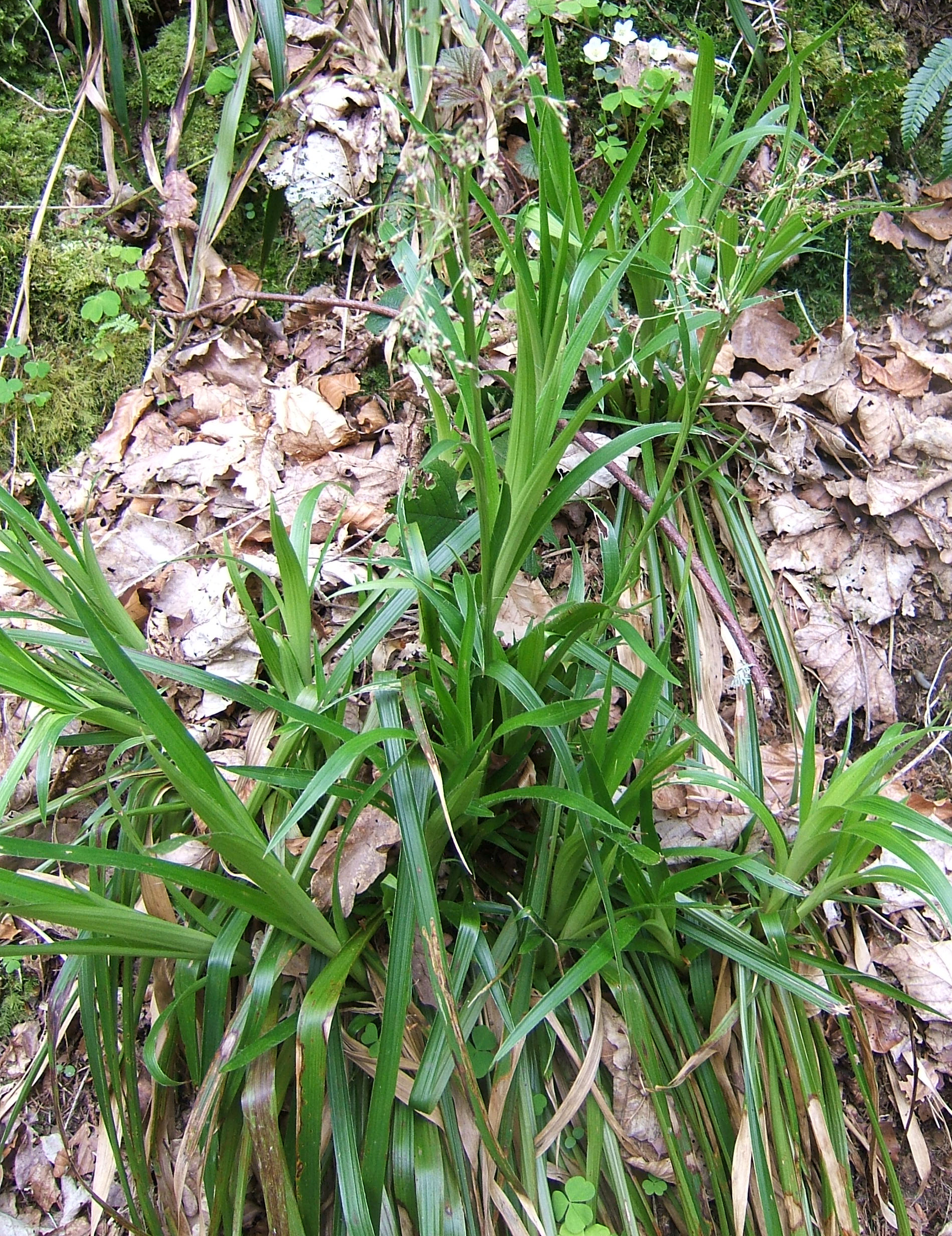
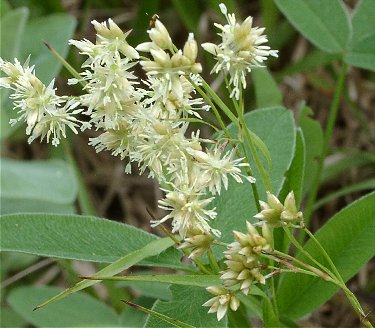